# Lycinus longipes
Lycinus longipes là một loài nhện trong họ Nemesiidae.
Lycinus longipes được miêu tả năm 1894 bởi Thorell.